# Headlok
Headlok est un super-vilain créé par Marvel Comics, apparu pour la première fois dans West Coast Avengers Vol. 2 #10, en 1986.

## Biographie du personnage
On ne sait rien sur le passé de Headlok.
Il découvre par hasard le Griffon errant dans les montagnes Adirondacks et le soumet à sa volonté. Il tend ensuite un piège aux Vengeurs de la Côte Ouest, leur affirmant avoir aperçu la Chose alors disparu. Lorsque les Vengeurs arrive sur place Headlok envoie Griffon les attaquer pendant qu'il tente de prendre le contrôle de leur esprit un par un. Mais Tigra réussit à calmer le Griffon et la Chose, qui était effectivement à proximité, prend Headlok par surprise et l'assome.
Quelque temps plus tard, Headlok réapparaît à Tuktoyatuk, dans le Yukon, où il prend le contrôle mental de la ville. Les Quatre Fantastiques détectent une importante activité psychique dans la région et prennent contact avec la Division Alpha, groupe de super-héros canadien, pour enquêter. Headlok prend alors le contrôle des héros et les retourne les uns contre les autres, mais il est stoppé par Aurore et envoyé dans la prison américaine de Seagate.
Il croupit en prison jusqu'à son évasion, en compagnie de l'Homme-plante, Cottonmouth, Mentallo (en) et Clint Barton.
On ignore depuis ses activités.

### Terre-14923
Sur la Terre-14923, Headlok est un ancien criminel travaillant maintenant pour la division-psi du SHIELD. Lors d'une opération, aux côtés de Maria Hill et d'Exodus, visant à établir un contact télépathique avec le mutant nouvellement découvert Matthew Malloy, Headlok permet à Exodus d'entrer dans son esprit, mais Matthew étant trop puissant cela a créé une réaction psionique massive provoquant un probable anévrisme cérébral. On ne sait pas si Headlok a survécu à l'attaque comme Exodus mais l'on n'entend plus parler de lui depuis cet incident.

## Pouvoirs
- Très faible physiquement, Headlok peut influencer ou contrôler les esprits, allant même jusqu'à changer leur perception.